# GSC2791-734
GSC2791-734 — хімічно пекулярна зоря спектрального класу A2, що має видиму зоряну величину в смузі V приблизно  9.7.
.

## Пекулярний хімічний вміст
Зоряна атмосфера GSC2791-734 має підвищений вміст Sr.